# Stollen (Schwarzenbach an der Saale)
Stollen ist ein Gemeindeteil der Stadt Schwarzenbach an der Saale im Landkreis Hof (Oberfranken, Bayern).

## Geographie
Durch den Weiler führt die Bundesstraße 289. Der Ort liegt zwischen Lamitzmühle und Quellenreuth.

## Geschichte
Der Name rührt von der Bergbautätigkeit her, Erz wurde in Martinlamitz verarbeitet. Die Bayerische Uraufnahme aus der Mitte des 19. Jahrhunderts enthält den Weiler „Stollenhof“ mit den Flurbezeichnungen „Stolln“ im Norden und Süden. Bergwerke mit der Bezeichnung „Eleonora“ und „Neufang“ befanden sich unmittelbar im Norden der Ansiedlung. Nach der Nummerierung der Stollen hat sich der Abbau zuletzt in den Nordosten von Quellenreuth verschoben. Gefördert wurde Thuringit, ein Mineral der Chloritgruppe. Sogenannte Berglöcher zeugen noch vom Bergbau.
1411 wurde der Ort erstmals als Bergbausiedlung der Familie von Hirschberg genannt. Um 1800 war er Teil des Besitzes des Rittergutes Oberkotzau. Nach Ernst bestand Stollen 1868 aus „19 Familien und 48 Seelen“.